# Comuna Vasîlivka, Bilohirsk
Vasîlivka (în ucraineană Василівка) este o comună în raionul Bilohirsk, Republica Autonomă Crimeea, Ucraina, formată din satele Malînivka, Nekrasove, Pavlivka, Prolom, Sieverne, Vasîlivka (reședința) și Zaricicea.

## Demografie
Componența lingvistică a comunei Vasîlivka
     Rusă (65,57%)
     Tătară crimeeană (23,07%)
     Ucraineană (6,56%)
     Alte limbi (0,43%)
Conform recensământului din 2001, majoritatea populației comunei Vasîlivka era vorbitoare de rusă (65,57%), existând în minoritate și vorbitori de tătară crimeeană (23,07%) și ucraineană (6,56%).